# TuS Radevormwald
Der TuS Radevormwald (offiziell: Turn- und Sportverein Radevormwald e.V.) war ein Sportverein aus Radevormwald im Oberbergischen Kreis. Die erste Fußballmannschaft spielte drei Jahre in der höchsten niederrheinischen Amateurliga.

## Geschichte
Der TuS Radevormwald gehörte im Jahre 1947 zu den Gründungsmitgliedern der Landesliga Niederrhein, der seinerzeit höchsten Amateurliga. Dort traf der TuS auf renommierte Vereine wie Borussia Mönchengladbach oder den Duisburger SpV. Nach einem fünften Platz in der Saison 1948/49 folgte ein Jahr später der Abstieg in die Bezirksklasse. Im Jahre 1953 ging es hinunter in die Kreisklasse, wo jedoch der direkte Wiederaufstieg gelang. Erneut folgte der Abstieg in die Kreisklasse. Die Mannschaft verschwand damit aus den höheren Spielklassen. 

## Nachfolgevereine

### SpVg Radevormwald
Im Jahre 1970 fusionierte der TuS Radevormwald mit dem TSV Schwarz-Weiß Radevormwald zur SpVg Radevormwald. Diese feierte in der Spielzeit 2006/07 noch einmal die Landesligameisterschaft und den Aufstieg in die Verbandsliga Niederrhein und wurde dort in der Saison 2007/08 auf Anhieb Vizemeister hinter der zweiten Mannschaft von Rot-Weiss Essen. Am 11. August 2008 musste die SpVg Insolvenz anmelden. Zuvor wurde der ehemalige Vorstandsvorsitzende Frank Neumann vom Landgericht Osnabrück zu einer vierjährigen Freiheitsstrafe verurteilt, da er zum Nachteil seines Arbeitgebers mindestens 1,45 Millionen Euro veruntreut und dem Spielbetrieb der SpVg Radevormwald zugeführt hat.

### SC 08 Radevormwald
Als Nachfolgeverein wurde der SC 08 Radevormwald gegründet. Dieser startete in der Kreisliga A und wurde 2012, 2013 und 2015 Vizemeister, bevor im Jahre 2016 der Aufstieg in die Bezirksliga gelang. Im Jahre 2023 stieg die Mannschaft wieder in die Kreisliga A ab. Die Heimspiele werden im Stadion Kollenberg ausgetragen, das Platz für 4000 Zuschauer bietet. Es wird auf Kunstrasen gespielt.

## Persönlichkeiten
- Fritz Przetak
- André Stocki